# Gabrielle-Charlotte Patin
Gabrielle-Charlotte Patin (Parigi, 1665 – ...) è stata una numismatica francese, attiva nel XVII secolo.
Era nipote del medico e letterato Guy Patin, figlia del medico e numismatico Charles Patin e della scrittrice Madeleine Patin, nonché sorella della scrittrice e critica d'arte Charlotte-Catherine Patin.
Gabrielle-Charlotte Patin pubblicò un lavoro in latino sulla raffigurazione della fenice in una medaglia di Caracalla: De Phœnice in numismate imperatoris Caracallæ expressa epistola (Venetiis, 1683, in-4°).
Gabrielle-Charlotte Patin fu, come anche sua sorella e i suoi genitori, membro, sotto il nome "Diserte" della Accademia galileiana di scienze, lettere ed arti. In quest'accademia lesse nel 1685 un panegirico su Luigi XIV.

## Pubblicazioni
- De Phoenice, In Numismate Imp. Antonini Caracallae expressa Epistola, su books.google.it.
- Resp. Conclusiones philosophicæ, su books.google.it.
- Über die glücklichentsetzte Kayserliche Residentz-Stadt Wien, su books.google.it.